# Allobates zaparo
Allobates zaparo är en groddjursart som först beskrevs av Philip A. Silverstone 1976.  Allobates zaparo ingår i släktet Allobates och familjen Aromobatidae. IUCN kategoriserar arten globalt som livskraftig. Inga underarter finns listade i Catalogue of Life.